# Girl Happy
Girl Happy er en amerikansk film fra 1965. Filmen, hvis hovedrolle blev spillet af Elvis Presley, blev produceret af Joe Pasternak på MGM og med Boris Sagal som instruktør.
Filmen blev indspillet 22. juni til 31. juli 1964 og havde premiere den 14. april 1965. Den havde dansk premiere den 10. maj 1965. 
Girl Happy var den 17. i rækken af film med Elvis Presley. Filmen, hvis manuskript blev skrevet af Harvey Bullock og R.S.Allen, handler om en popgruppe, der efter en travl sæson i Chicago tager på ferie i Fort Lauderdale i Florida. Her bliver gruppens sanger forelsket i en af de kønne badepiger med en række forviklinger undervejs. Alt ender dog lykkeligt til sidst, måske på grund af filmens mange sange.
Girl Happy blev optaget 'on location' i Fort Lauderdale, Florida, USA.
Den danske titel på Girl Happy var Skør med piger.

## Rollebesætning
De væsentligste roller i Girl Happy var fordelt således:
- Elvis Presley - Rusty Wells
- Shelley Fabares - Valerie
- Harold J. Stone - Store Frank
- Gary Crosby - Andy
- Joby Baker - Wilbur
- Nina Talbot- Sunny
- Mary Ann Mobley - Deena

## Musik
Filmens 11 sange blev alle indspillet i perioden 10. – 15. juni 1964 i Hollywood. Soundtracket fra filmen blev udsendt som en LP-plade, der også blev døbt Girl Happy, og hvor alle sangene var sunget af Elvis Presley. Der var desuden plads til en 'bonussang', "You'll Be Gone", som ikke var med i filmen.
LP'en indeholdt følgende sange:

### Side 1
- "Girl Happy" (Doc Pomus, Norman Meade)
- "Spring Fever" (Bernie Baum, Bill Giant, Florence Kaye)
- "Fort Lauderdale Chamber Of Commerce" (Roy C. Bennett, Sid Tepper)
- "Startin' Tonight" (Lenore Rosenblatt, Victor Millrose)
- "Wolf Call" (Bernie Baum, Bill Giant, Florence Kaye)
- "Do Not Disturb" (Bernie Baum, Bill Giant, Florence Kaye)

### Side 2
- "Cross My Heart And Hope To Die" (Ben Weisman, Sid Wayne)
- "Meanest Girl In Town" (Joy Byers)
- "Do The Clam" (Ben Weisman, Dolores Fuller, Sid Wayne)
- "Puppet On A String" (Roy C. Bennett, Sid Tepper)
- "I've Got To Find My Baby" (Joy Byers)
- "You'll Be Gone" (Elvis Presley, Charlie Hodge, Red West) – 'bonussang'

LP'en blev sendt på gaden samtidig med filmens premiere. Ved en teknisk fejl blev filmens melodier optaget med forkert hastighed på båndmaskinen, så Elvis' stemme er lysere end den faktisk var på det tidspunkt. RCA valgte at fastholde den forkerte hastighed, som er mest iørefaldende på titelnummeret "Girl Happy". RCA rettede dog fejlen da man i 1990 udsendte den korrekte version på CD'en Collectors Gold From The Movie Years.
"Meanest Girl In Town" af Joy Byers var ikke skrevet til filmen men blev oprindeligt indspillet med titlen "Yeah, She's Evil!" af Bill Haley & His Comets.
'Bonussangen' på LP'en, "You'll Be Gone", blev indspillet 18. marts 1962 og er bemærkelsesværdig fordi Elvis Presley var medforfatter på sangen. I modsætning til mange andre sange, hvor Elvis blev krediteret som medforfatter, er dette en af de meget få, hvor han reelt tog del i skabelsesprocessen. Elvis og Red West arbejdede på sangen igennem et helt år, hvor de gang på gang ændrede på tekst og melodi. Sangen baserede de oprindeligt på Cole Porters "Begin The Beguine", men droppede dette, da det mislykkedes at få tilladelse til at bruge dele af denne.

## Andet
Elvis' kvindelige modspiller i Girl Happy var Shelley Fabares. Hun er den eneste, der spillede Elvis' store kærlighed igennem tre forskellige film, nemlig, udover denne, Spinout fra 1966 og Clambake fra 1967.